# یواس‌اس گرند کانیون (ای‌دی-۲۸)
یواس‌اس گرند کانیون (ای‌دی-۲۸) (به انگلیسی: USS Grand Canyon (AD-28)) یک کشتی بود که طول آن ۴۹۲ فوت (۱۵۰ متر) بود. این کشتی در سال ۱۹۴۵ ساخته شد.